# 千種有政
千種有政（ちくさ ありまさ、寛保3年（1743年）4月8日 - 文化9年（1812年）11月5日）は、江戸時代中期の公卿。

## 官歴
- 延享4年（1747年）：従五位下
- 宝暦2年（1752年）：従五位上
- 宝暦3年（1753年）：右兵衛佐
- 宝暦6年（1756年）：正五位下
- 宝暦10年（1760年）：従四位下
- 宝暦11年（1761年）：左権中将
- 宝暦14年（1764年）：従四位上
- 明和元年（1764年）：丹波介
- 明和5年（1768年）：正四位下
- 明和8年（1771年）：従三位
- 安永5年（1776年）：正三位
- 天明5年（1785年）：参議
- 天明6年（1786年）：従二位、踏歌節会外弁
- 寛政3年（1793年）：権中納言
- 寛政5年（1799年）：武家伝奏
- 寛政9年（1803年）：正二位
- 文化7年（1810年）：権大納言

## 系譜
- 父：千種有補
- 弟：慈光寺敦仲
- 子：千種有条
- 子：植松文雅